# Houston (Sänger)
Houston Summers IV (* 26. Oktober 1983 in Los Angeles, Kalifornien), bekannt als Houston, ist ein US-amerikanischer R&B-Sänger.

## Leben und Karriere
Houston entstammt einer streng christlichen Familie, die anfangs seine Entscheidung verachtete, säkulare Musik zu machen. Schon in jungen Jahren trat Houston zusammen mit seinen Freunden auf den Straßen von Los Angeles auf. Während seine Freunde rappten, bemerkte Houston schnell seine Begabung zum Singen. Der große Durchbruch gelang ihm 2004 mit dem Hit I Like That, der in den amerikanischen Billboard-Charts bis auf Platz 11 vorstoßen konnte.
Für Aufsehen sorgte Houston 2005, als er eine schwere Psychose durchmachte. Kurz vor seinem Auftritt in London soll er unter Drogeneinfluss einen Suizidversuch unternommen haben, von dem er jedoch von einem seiner Leibwächter abgehalten werden konnte. In dem Hotelzimmer, in das Houston sich anschließend einschloss, riss er sich in einem Anfall von Raserei selbst das linke Auge heraus. Houstons weitere Tour wurde daraufhin von seinem Management abgesagt, und Houston kehrte zu seiner Familie nach Los Angeles zurück.

## Diskografie

### Studioalben
| Jahr | Titel                | Höchstplatzierung, Gesamtwochen, AuszeichnungChartplatzierungen (Jahr, Titel, Platzierungen, Wochen, Auszeichnungen, Anmerkungen) | Höchstplatzierung, Gesamtwochen, AuszeichnungChartplatzierungen (Jahr, Titel, Platzierungen, Wochen, Auszeichnungen, Anmerkungen) | Höchstplatzierung, Gesamtwochen, AuszeichnungChartplatzierungen (Jahr, Titel, Platzierungen, Wochen, Auszeichnungen, Anmerkungen) | Anmerkungen                           |
| Jahr | Titel                | DE | CH | US | Anmerkungen                           |
| ---- | -------------------- | --- | --- | --- | ------------------------------------- |
| 2004 | It’s Already Written | DE77 (1 Wo.)DE | CH50 (3 Wo.)CH | US14 Gold · (8 Wo.)US | Erstveröffentlichung: 10. August 2004 |

### Singles
| Jahr | Titel Album                              | Höchstplatzierung, Gesamtwochen, AuszeichnungChartplatzierungen (Jahr, Titel, Album, Platzierungen, Wochen, Auszeichnungen, Anmerkungen) | Höchstplatzierung, Gesamtwochen, AuszeichnungChartplatzierungen (Jahr, Titel, Album, Platzierungen, Wochen, Auszeichnungen, Anmerkungen) | Höchstplatzierung, Gesamtwochen, AuszeichnungChartplatzierungen (Jahr, Titel, Album, Platzierungen, Wochen, Auszeichnungen, Anmerkungen) | Höchstplatzierung, Gesamtwochen, AuszeichnungChartplatzierungen (Jahr, Titel, Album, Platzierungen, Wochen, Auszeichnungen, Anmerkungen) | Anmerkungen                                                       |
| Jahr | Titel Album                              | DE | CH | UK | US | Anmerkungen                                                       |
| ---- | ---------------------------------------- | --- | --- | --- | --- | ----------------------------------------------------------------- |
| 2004 | I Like That It’s Already Written         | DE18 (14 Wo.)DE | CH5 (19 Wo.)CH | UK11 (6 Wo.)UK | US11 Gold · (20 Wo.)US | Erstveröffentlichung: 10. Mai 2004 feat. Nate Dogg, Chingy & I-20 |
| 2004 | Ain’t Nothing Wrong It’s Already Written | — | — | UK33 (3 Wo.)UK | — | Erstveröffentlichung: 2004                                        |